# Gennaro Esposito
Gennaro Esposito est un footballeur italien né le 18 mars 1985 à Naples.

## Carrière
- 2003-2004 : SSC Naples  Italie
- 2004-2009 : AC Sienne  Italie
- →2005-2006 : Sassari Torres 1903  Italie
- →2006-2007 : US Juvestabia  Italie
- →2008 : AC Cesena  Italie
- →2008-2009 : Gallipoli Calcio  Italie
- 2009- : Hellas Vérone  Italie